# Стоячий почтовый ящик

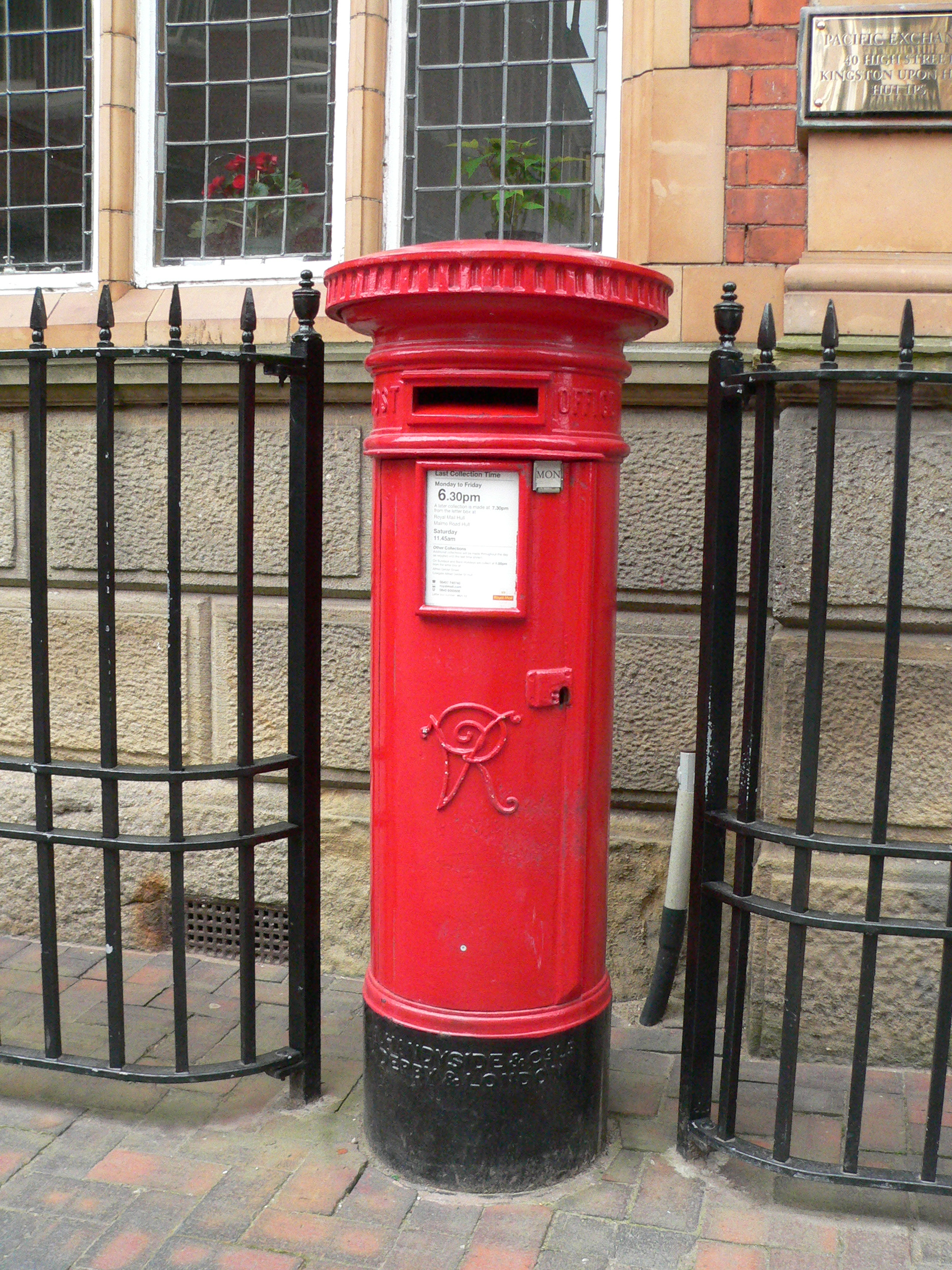
Почтовый ящик с вензелем королевы Виктории в городе Кингстон-апон-Халл (Англия)

Стоячий почтовый ящик (англ. pillar box) — британский почтовый ящик в виде свободно стоящего уличного сооружения, как правило, красного цвета, который предназначен для сбора почтовой корреспонденции.

## Описание
Почтовые ящики этого типа получили широкое распространение в Великобритании, Ирландии и в большинстве стран британского влияния. К числу последних относятся многие бывшие британские колонии — нынешние члены Содружества и заморские территории, как, например, Австралия, Индия и Гибралтар.
Корреспонденция из таких ящиков регулярно изымается почтовой службой — Королевской почтой (Royal Mail), ирландской компанией «Ан Пост» (ирл. An Post) или другим почтовым оператором данной страны — и после обработки направляется адресатам.

## История
Британские почтовые ящики стоячего дизайна впервые появились в 1852 году, через 12 лет после введения почтовой реформы (англ. Uniform Penny Post) и нача́ла применения первых почтовых марок.

## Наследие

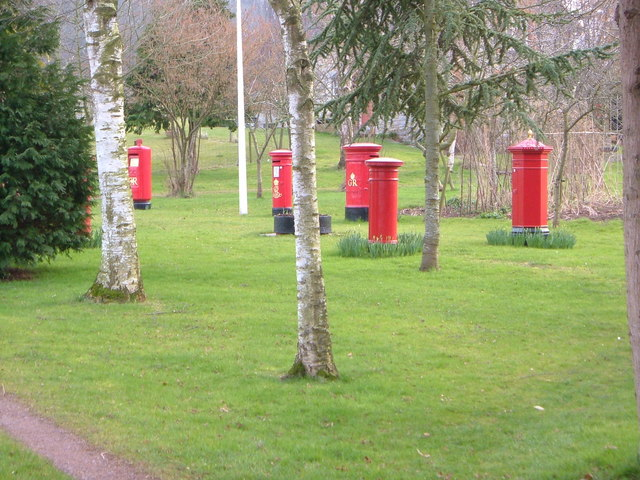
Коллекция стоячих почтовых ящиков в Музее Инкпена (Англия)

С 1976 года в Великобритании существует объединение любителей почтовых ящиков (Letter Box Study Group), по данным которого имеется более 150 различных дизайнов и разновидностей стоячих и встроенных в стену (англ. wall box) почтовых ящиков, хотя и не все из них дошли до наших дней. По оценкам организации «Английское наследие» (англ. English Heritage), которая выступает за сохранение красных «пиллар-боксов» как объектов национального достояния, в Великобритании в настоящее время насчитывается 115 000 почтовых ящиков.
Самое крупное частное собрание из более чем 80 британских почтовых ящиков находится в музее, расположенном на хуторе Инкпен (Inkpen Post Box Museum), в Сомерсете.
8 октября 2002 года британское почтовое ведомство увековечило стоячие почтовые ящики на серии из пяти почтовых марок «Pillar to Post» («Столп почты»). На миниатюрах были запечатлены стоячие ящики образцов 1857, 1874, 1934, 1939 и 1980 годов.